# José Francisco Oliveros
José Francisco Oliveros (ur. 11 września 1946 w Quezon, zm. 11 maja 2018 w Malolos) – filipiński duchowny rzymskokatolicki, od 2004 do śmierci biskup Malolos.

## Życiorys
Święcenia kapłańskie przyjął 28 listopada 1970 z rąk papieża Pawła VI. Był m.in. rektorem seminarium w Lucenie (1982–1992) oraz rektorem katedry w Gumaca (1992–2000).

### Episkopat
2 lutego 2000 roku został mianowany przez papieża Jana Pawła II biskupem diecezji Boac. Sakry biskupiej udzielił mu 20 marca tegoż roku abp Antonio Franco.
14 maja 2004 został biskupem diecezjalnym Malolos. 5 sierpnia tegoż roku objął rządy w diecezji.